# Дорожный (Свердловская область)
Дорожный — посёлок в Ирбитском МО Свердловской области, Россия.

## География
Посёлок Дорожный «Ирбитского муниципального образования» находится в 3 километрах (по автотрассе в 3 километрах) к юго-востоку от города Ирбит, на правом берегу реки Ница.

## История
В 1966 г. Указом Президиума ВС РСФСР поселок дорожно-эксплуатационного участка №932  переименован в Дорожный.

## Население
| 2002 | 2010 | 2021 |
| ---- | ---- | ---- |
| 90   | ↘85  | ↘73  |